# Służew
Służew (nome ufficiale: A6 Służew) è una stazione della linea M1 della metropolitana di Varsavia. È stata inaugurata nel 1995.